# しゃくし塚古墳
しゃくし塚古墳（しゃくしづかこふん）は、千葉県香取郡多古町南玉造にある古墳。千葉県の史跡に指定されている。

## 概要
前方後円墳2基と円墳8基が確認されている柏熊古墳群の8号墳であり、柏熊8号墳とも呼ばれる。栗山川とその支流である常磐川の合流点をのぞむ台地上に位置し、香取海の入り口を傘下においた主要首長の墳墓であろう。
しゃくし塚古墳は、後円部径49メートル、くびれ幅約20メートル、前方部前端幅約22メートルの規模を持つ、墳丘全長82メートルの前方後円墳で、4世紀後半の古墳である。後円部墳頂に径15メートルに及ぶ平坦面があり、また前方部墳頂の広い平坦面および前方部の低平な側面観とともに前期古墳の特徴を備えている。
なお、しゃくし塚古墳では有段口縁の埴輪壷が採集されている。また円筒埴輪とみられる資料があり、壺と円筒埴輪を組み合わせて配列した前期後半の古墳の例とされている。

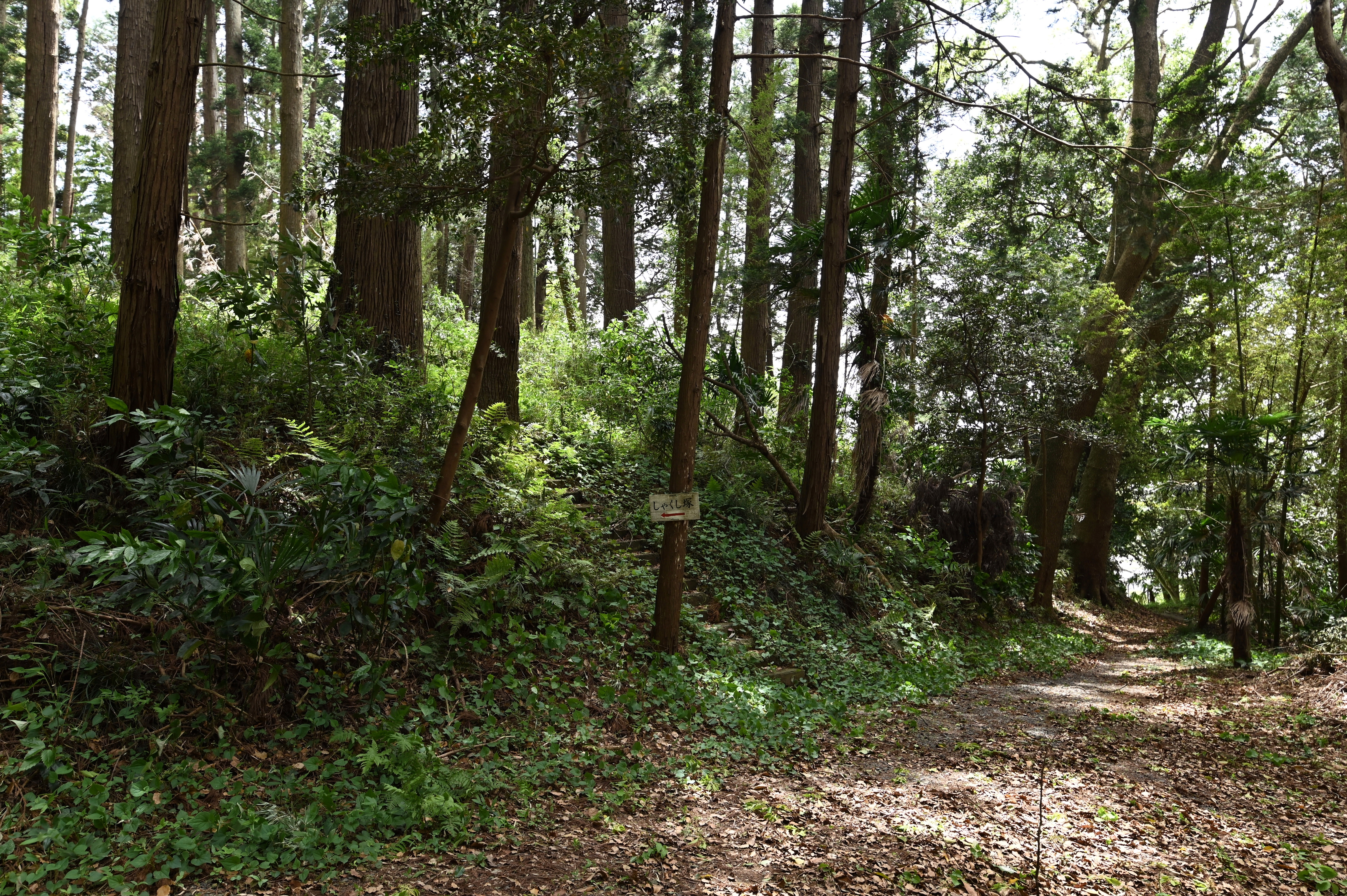
林道の途中にある古墳への入口
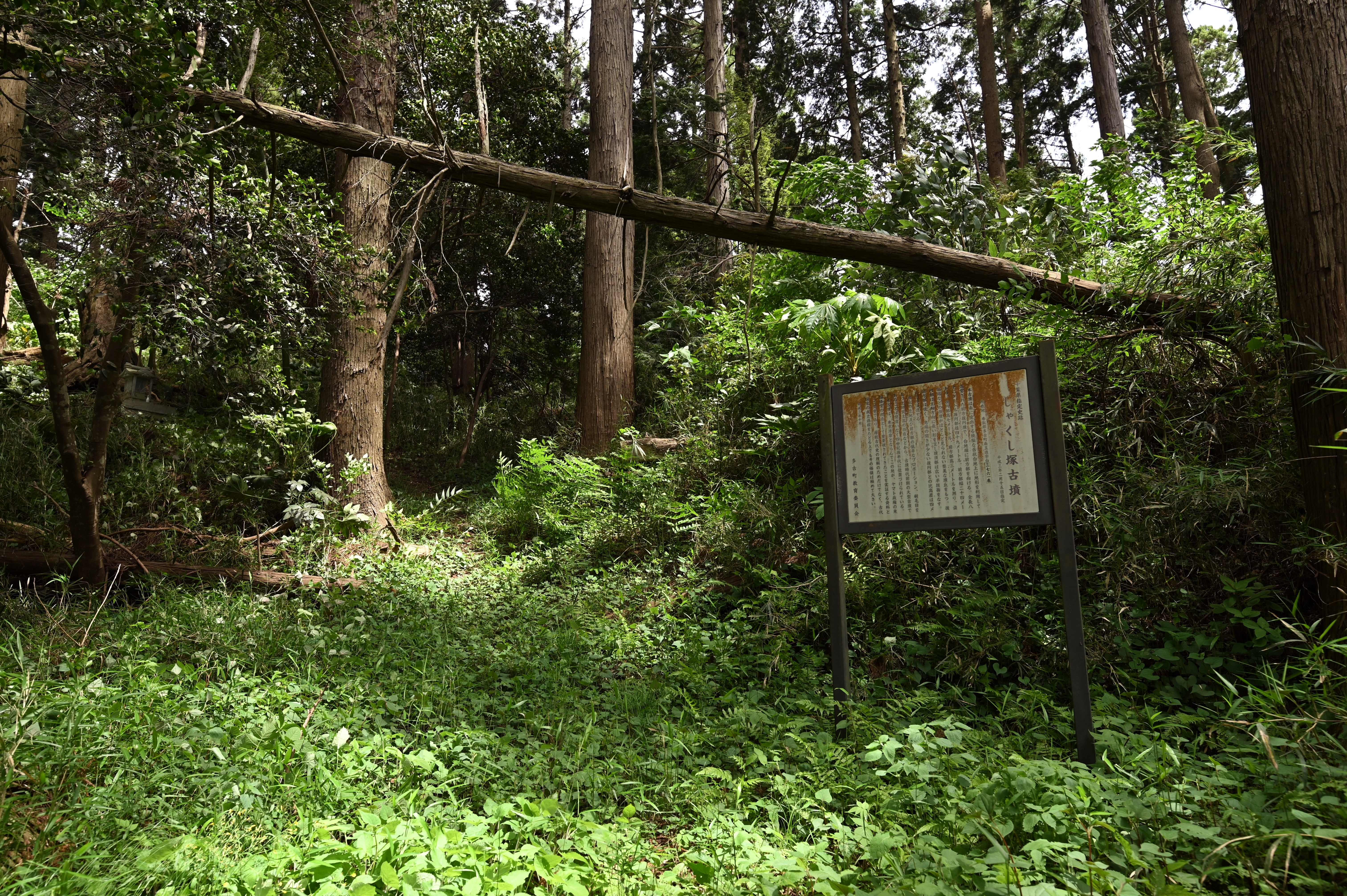
多古町教育委員会が設置した案内板
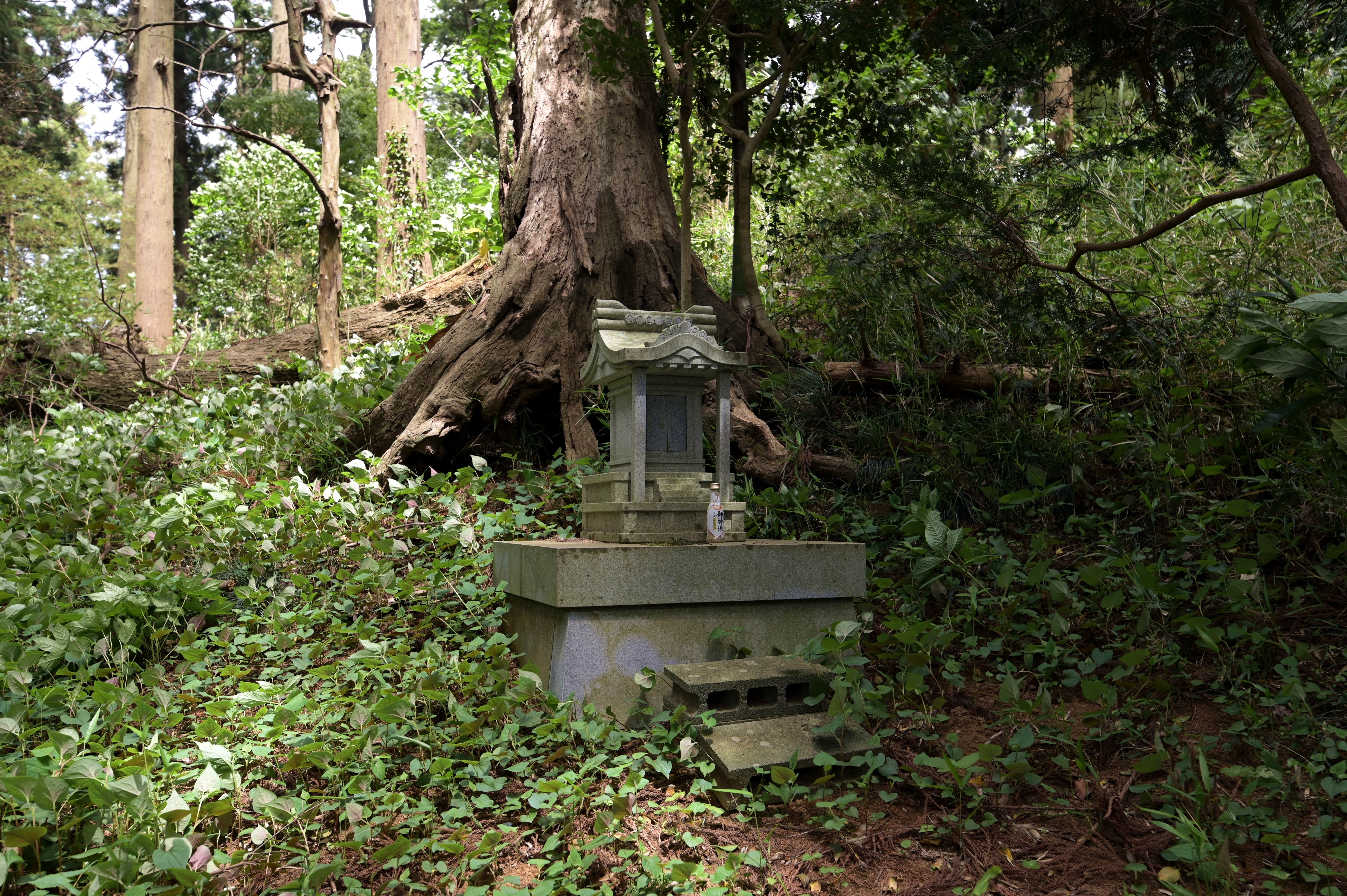
後円部にある石の祠
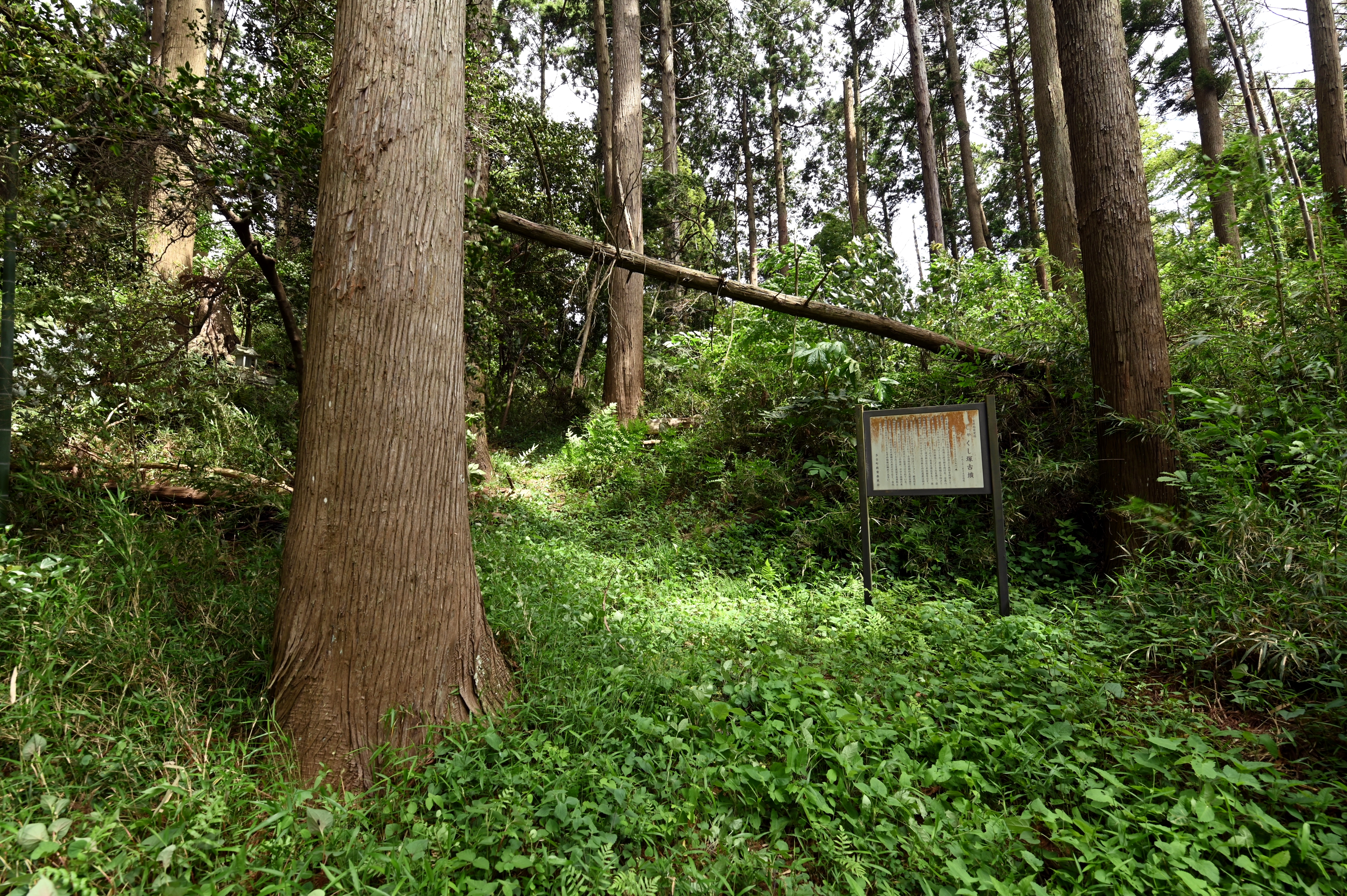
前方後円墳全体像は藪に埋もれて判別できない